# マクシミリアン・ライニッツ
マクシミリアン・ライニッツ（Maximilian Reinitz、1872年4月29日 - 1935年9月25日）は、オーストリアの画家である。新即物主義やキュビスムのスタイルの作品を描いた。

## 略歴
ウィーンでハンガリーのフェイェール県出身の両親のもとに生まれた。1898年5月から1902年の間、ミュンヘン美術院で学び、ヨハン・カスパー・ヘルテリッヒの教室で学んだ後、ルートヴィヒ・ヘルテリッヒやカール・マール、版画家のペーター・ハルムらにも学んだ。
美術院を卒業した後、ブダペストやドレスデン、ベルリンを旅し、イタリアやアルバニアでも修行した。
1914年を過ぎてからウィーンに戻り、1910年代終わりにウィーン分離派と距離を置く前衛的な美術家のグループ、「ハーゲンブント(Hagenbund)」のメンバーになった。このグループにはフリッツ・シュヴァルツ＝ヴァルデックらが参加していた。ヨーロッパ美術の新しい運動の中で活動し、キュビスムのようなスタイルの作品を展覧会に出展していたが、1922年に出展した作品は批評家たちから厳しい批評を浴び、精神的な痛手を受けて展覧会への出展を止めた。晩年はキュビスムのスタイルから離れ風景などを描いた。
1935年にウィーンで63歳で亡くなった。2度結婚し、2人の子供がいた。
ライニッツの作品が評価されるようになったのは没後しばらくたった後であった。

## 作品

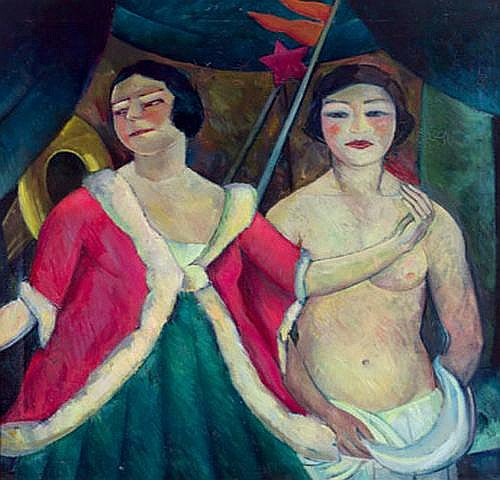
おおげさな身振り
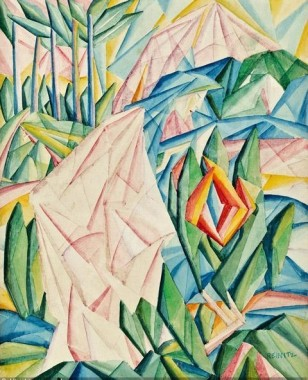
庭園の女性
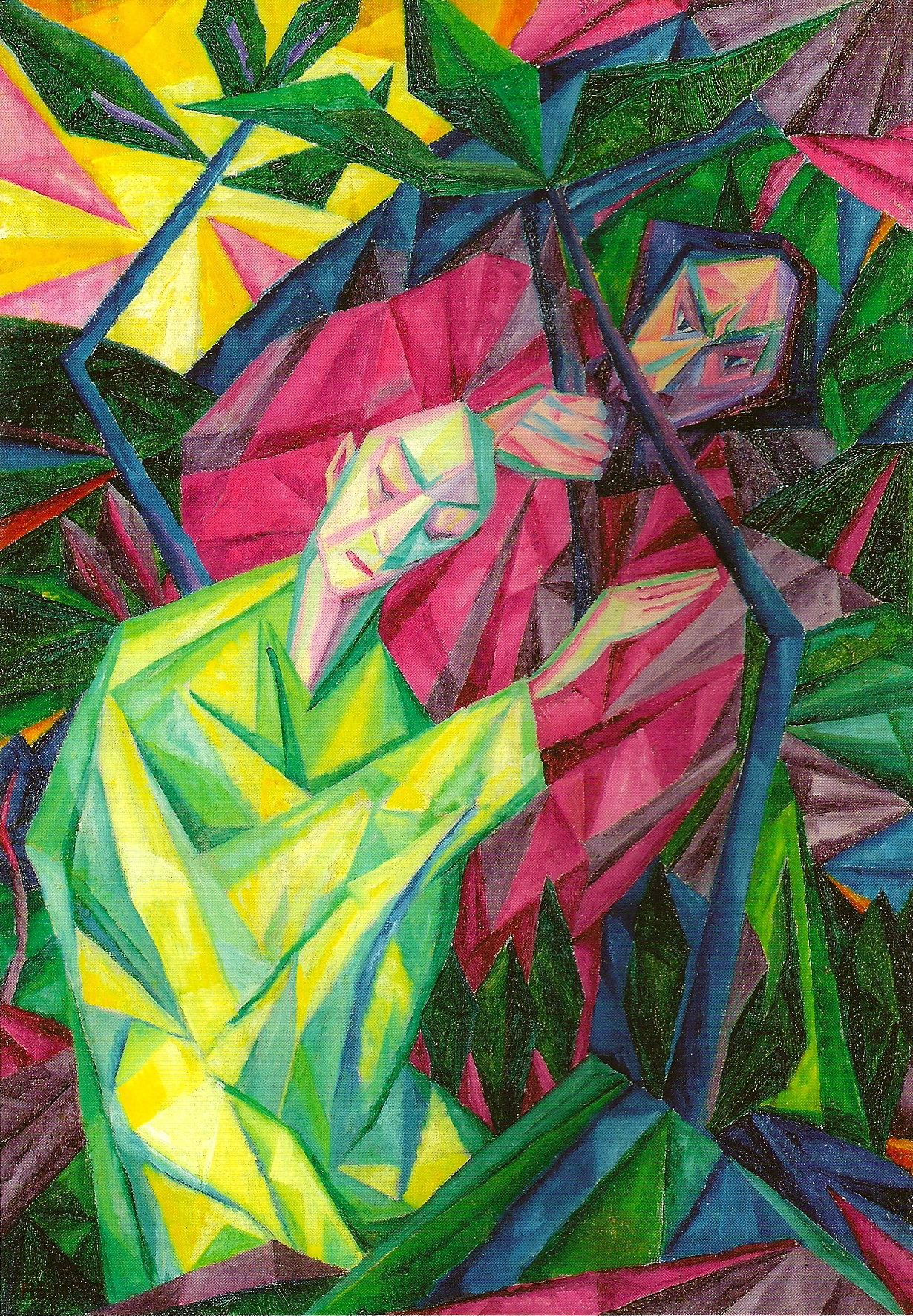
仏陀と盗賊(1922)
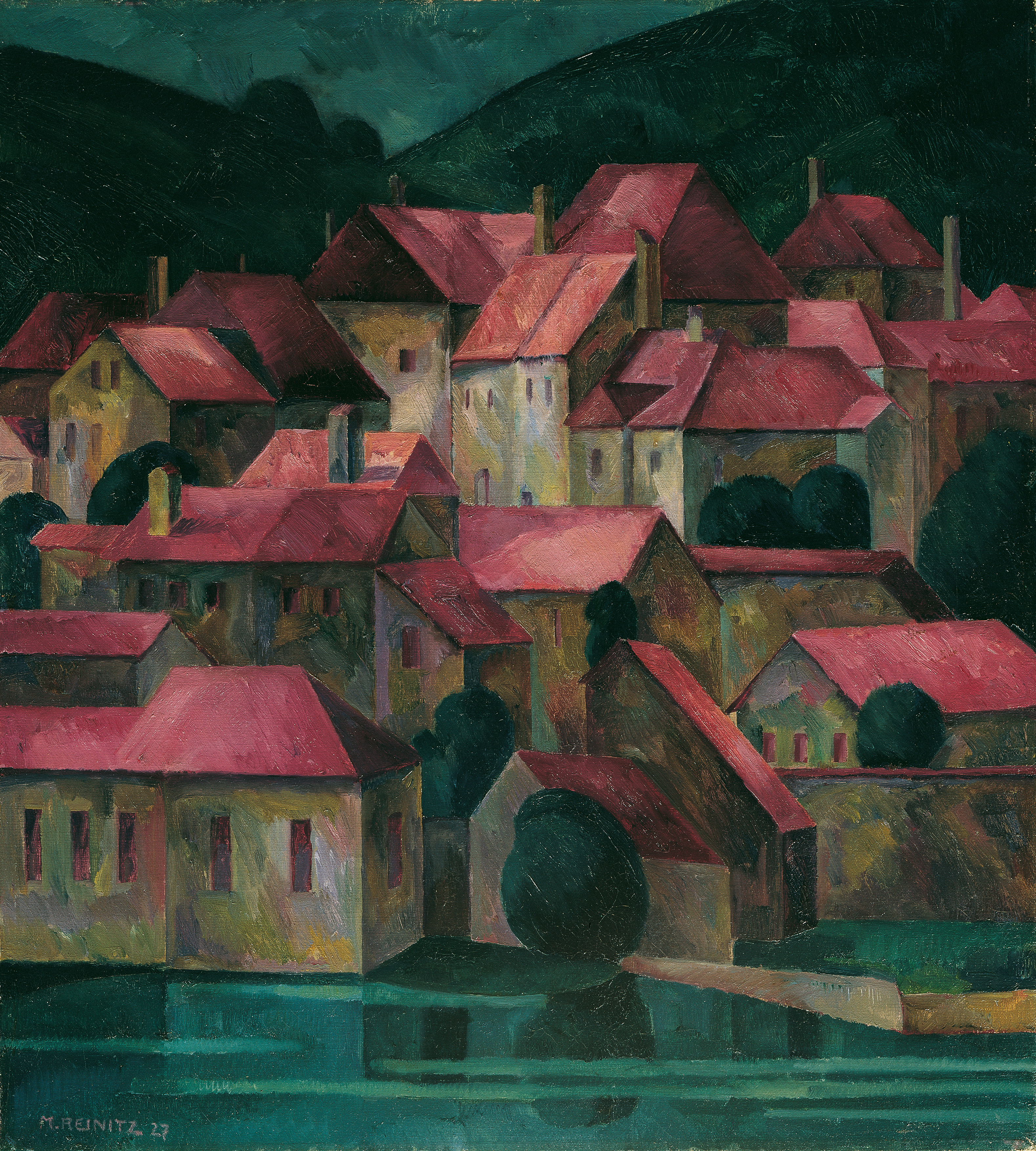
赤い屋根(1927)
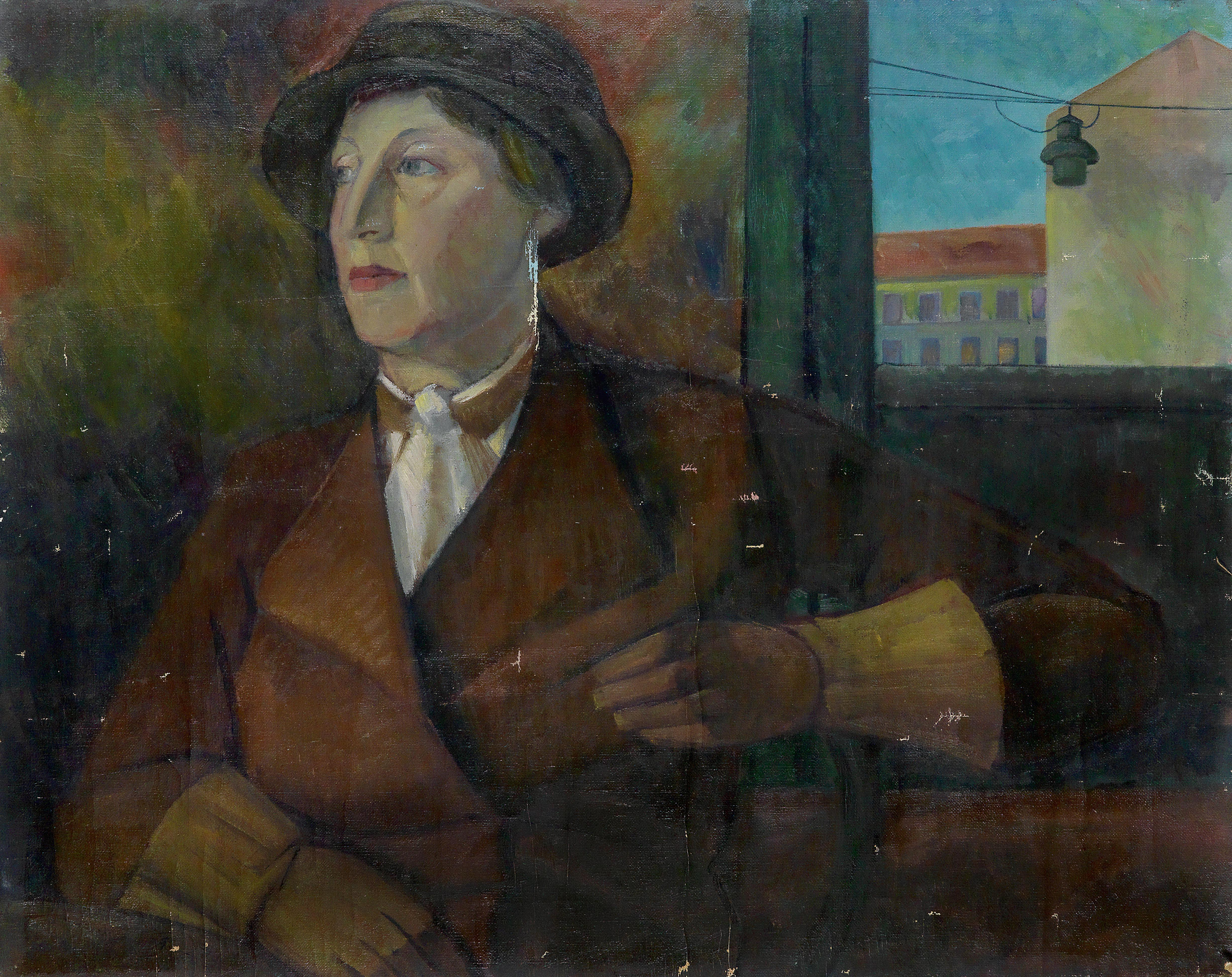
黄色い手袋の女性(1934)
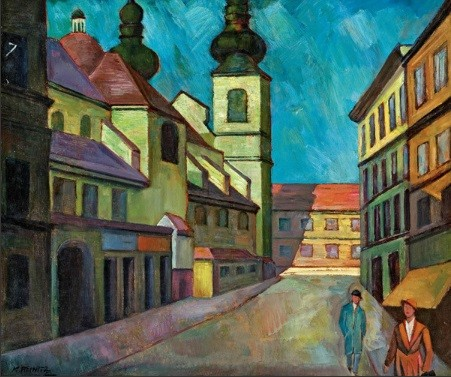
アルザー教会とウィーンの路地(1934)